# Tropasteron robertsi
Tropasteron robertsi är en spindelart som beskrevs av Baehr 2003. Tropasteron robertsi ingår i släktet Tropasteron och familjen Zodariidae.
Artens utbredningsområde är Queensland. Inga underarter finns listade i Catalogue of Life.